# Omicidio doloso
L'omicidio doloso (comunemente omicidio volontario) in diritto penale è il delitto previsto dall'articolo 575 del codice penale che consiste nel provocare volontariamente la morte di un'altra persona. Si distingue in premeditato e non premeditato.

## Elemento oggettivo
Il fatto è rappresentato dall'evento morte di una persona diversa dal reo, con qualsiasi modalità questo venga realizzato. La sua verifica avviene con l'accertamento del nesso di causalità fra la condotta aggressiva e la morte.

## Elemento soggettivo
Il coefficiente psicologico è il dolo, tale deve sussistere al momento dell'azione e deve perdurare durante tutta la durata della stessa o finché la condotta aggressiva sia controllabile da parte dell'agente.